# Зияде Ахмед ефенди
Зияде Ахмед ефенди е виден кюстендилски османски духовник – молла.
На 20 март 1690 г., посред бял ден, и по време на т.нар. Голяма турска война, в Кюстендил нахлува отряд от около 4000 въоръжени немци, маджари и хайдути, начело със Страхил войвода, родом от пазарджишкото село Ветрен. Бойният отряд нападнал варошата на Кюстендил по това време и подложил всички мюсюлмани на сеч. Османските духовници се укрили във Фатих Мехмед джамия, обаче всички те били изклани.
Надгробната плоча на Зияде Ахмед ефенди се пазела в храма и след Освобождението, за което свидетелства акад. Йордан Иванов.